# Stuor Åtåsjaure
Stuor Åtåsjaure är en sjö i Jokkmokks kommun i Lappland och ingår i Luleälvens huvudavrinningsområde.